# Кубок Европы по биатлону 2002/2003
Кубок Европы по биатлону сезона 2002/03 — серия международных соревнований по биатлону у мужчин, женщин, юниоров и юниорок, состоящая из 7 этапов, которые начались 30 ноября 2002 года в норвежском Оле, а завершились 15 февраля 2003 года в швейцарском Гурнигеле. Соревнования чемпионата Европы по биатлону прошли в итальянском Форни-Авольтри с 26 февраля по 2 марта 2003 года.

## Календарь соревнований
В зачёт Кубка Европы пошли результаты 7 этапов, а также результаты соревнований чемпионата Европы в Форни-Авольтри.
| Место                                    | Дата                                     | Спр | Пр | Инд | Эст | Примечания                  |
| ---------------------------------------- | ---------------------------------------- | --- | -- | --- | --- | --------------------------- |
| Ол                                       | 30 ноября — 1 декабря                    | ●   |    | ●   |     | 1-й этап ↓ результат кратко |
| Виндишгарстен                            | 14—15 декабря                            | ●   | ●  |     |     | 2-й этап ↓ результат кратко |
| Обертиллиах                              | 20—21 декабря                            | ●   |    | ●   |     | 3-й этап ↓ результат кратко |
| Форни-Авольтри                           | 10—11 января                             | ●   | ●  |     |     | 4-й этап ↓ результат кратко |
| Валь-Риданна                             | 15—16 января                             | ●   |    | ●   |     | 5-й этап ↓ результат кратко |
| Мерибель                                 | 6—7 февраля                              | ●   |    | ●   |     | 6-й этап ↓ результат кратко |
| Гурнигель                                | 14—15 февраля                            | ●   | ●  |     |     | 7-й этап ↓ результат кратко |
| Форни-Авольтри                           | 26 февраля — 2 марта                     | ●   | ●  | ●   | ●   | ЧЕ 2003 ↓ результат кратко  |
| Всего разыгрывается 68 комплектов наград | Всего разыгрывается 68 комплектов наград | 30  | 16 | 18  | 4   |                             |

## Зачёт призовых мест
Распределение призовых мест, завоёванных представителями разных стран. (Разыграно 68/68 комплектов медалей.)
| Страна   | м/ж, ю/ю |    |    |    |
| -------- | -------- | -- | -- | -- |
| Франция  | всего 40 | 12 | 15 | 13 |
| Франция  | мужчины  | 1  | 4  | 1  |
| Франция  | женщины  | 7  | 2  | 2  |
| Франция  | юниоры   | 0  | 2  | 3  |
| Франция  | юниорки  | 4  | 7  | 7  |
| Норвегия | всего 35 | 11 | 10 | 14 |
| Норвегия | мужчины  | 3  | 4  | 3  |
| Норвегия | женщины  | 4  | 5  | 8  |
| Норвегия | юниоры   | 2  | 1  | 2  |
| Норвегия | юниорки  | 2  | 0  | 1  |
| Австрия  | всего 25 | 11 | 9  | 5  |
| Австрия  | мужчины  | 6  | 4  | 4  |
| Австрия  | женщины  | 1  | 1  | 0  |
| Австрия  | юниоры   | 4  | 4  | 1  |
| Австрия  | юниорки  | 0  | 0  | 0  |
| Россия   | всего 21 | 9  | 4  | 8  |
| Россия   | мужчины  | 2  | 2  | 3  |
| Россия   | женщины  | 3  | 2  | 1  |
| Россия   | юниоры   | 1  | 0  | 3  |
| Россия   | юниорки  | 3  | 0  | 1  |
| Беларусь | всего 15 | 1  | 8  | 6  |
| Беларусь | мужчины  | 0  | 3  | 2  |
| Беларусь | женщины  | 1  | 1  | 2  |
| Беларусь | юниоры   | 0  | 1  | 1  |
| Беларусь | юниорки  | 0  | 3  | 1  |
| Германия | всего 13 | 4  | 3  | 6  |
| Германия | мужчины  | 1  | 0  | 2  |
| Германия | женщины  | 0  | 0  | 2  |
| Германия | юниоры   | 1  | 1  | 1  |
| Германия | юниорки  | 2  | 2  | 1  |

| Страна   | м/ж, ю/ю |   |   |   |
| -------- | -------- | - | - | - |
| Словения | всего 13 | 3 | 5 | 5 |
| Словения | мужчины  | 1 | 0 | 0 |
| Словения | женщины  | 0 | 2 | 3 |
| Словения | юниоры   | 2 | 3 | 2 |
| Словения | юниорки  | 0 | 0 | 0 |
| Чехия    | всего 9  | 4 | 2 | 3 |
| Чехия    | мужчины  | 0 | 0 | 0 |
| Чехия    | женщины  | 0 | 1 | 0 |
| Чехия    | юниоры   | 3 | 1 | 2 |
| Чехия    | юниорки  | 1 | 0 | 1 |
| Украина  | всего 7  | 4 | 2 | 1 |
| Украина  | мужчины  | 4 | 0 | 1 |
| Украина  | женщины  | 0 | 2 | 0 |
| Украина  | юниоры   | 0 | 0 | 0 |
| Украина  | юниорки  | 0 | 0 | 0 |
| Латвия   | всего 4  | 3 | 0 | 1 |
| Латвия   | мужчины  | 0 | 0 | 0 |
| Латвия   | женщины  | 0 | 0 | 0 |
| Латвия   | юниоры   | 2 | 0 | 1 |
| Латвия   | юниорки  | 1 | 0 | 0 |
| Словакия | всего 4  | 1 | 3 | 0 |
| Словакия | мужчины  | 0 | 0 | 0 |
| Словакия | женщины  | 1 | 0 | 0 |
| Словакия | юниоры   | 0 | 3 | 0 |
| Словакия | юниорки  | 0 | 0 | 0 |
| Италия   | всего 4  | 1 | 1 | 2 |
| Италия   | мужчины  | 0 | 0 | 2 |
| Италия   | женщины  | 0 | 1 | 0 |
| Италия   | юниоры   | 1 | 0 | 0 |
| Италия   | юниорки  | 0 | 0 | 0 |

| Страна    | м/ж, ю/ю |   |   |   |
| --------- | -------- | - | - | - |
| Швеция    | всего 3  | 0 | 2 | 1 |
| Швеция    | мужчины  | 0 | 0 | 0 |
| Швеция    | женщины  | 0 | 0 | 0 |
| Швеция    | юниоры   | 0 | 0 | 0 |
| Швеция    | юниорки  | 0 | 2 | 1 |
| Швейцария | всего 2  | 2 | 0 | 0 |
| Швейцария | мужчины  | 0 | 0 | 0 |
| Швейцария | женщины  | 0 | 0 | 0 |
| Швейцария | юниоры   | 0 | 0 | 0 |
| Швейцария | юниорки  | 2 | 0 | 0 |
| Канада    | всего 2  | 1 | 1 | 0 |
| Канада    | мужчины  | 0 | 1 | 0 |
| Канада    | женщины  | 1 | 0 | 0 |
| Канада    | юниоры   | 0 | 0 | 0 |
| Канада    | юниорки  | 0 | 0 | 0 |
| Аргентина | всего 2  | 0 | 2 | 0 |
| Аргентина | мужчины  | 0 | 0 | 0 |
| Аргентина | женщины  | 0 | 0 | 0 |
| Аргентина | юниоры   | 0 | 0 | 0 |
| Аргентина | юниорки  | 0 | 2 | 0 |
| США       | всего 2  | 0 | 1 | 1 |
| США       | мужчины  | 0 | 0 | 0 |
| США       | женщины  | 0 | 1 | 0 |
| США       | юниоры   | 0 | 0 | 0 |
| США       | юниорки  | 0 | 0 | 1 |

## Результаты соревнований

### 1-й этап —Ол(30 ноября — 1 декабря 2002 года)

#### Взрослые
| Гонка                                                                                  | Женщины | Мужчины |
| -------------------------------------------------------------------------------------- | --- | --- |
| Индивидуальная гонка 1. 30 ноября 2002 Женщины: 15 км 2. 30 ноября 2002 Мужчины: 20 км | 1. Йори Мёркве 53:39.4 (1) 2. Анн Хелен Гранд +1:06.4 (3) 3. Лив Кьерсти Эйкеланн +1:22.4 (4) 4. Канако Ногучи 5. Хеге Нильссен 6. Анна Карин Улофссон 7. Линнеа Поромаа 8. Тея Грегорин 9. Сьюзанн Хьёрт 10. Анна Ингстадбьёрг Финишный протокол | 1. Юн Пер Нюгор 1:01:14.2 (2) 2. Тор Халвор Бьёрнстад +3.7 (2) 3. Халвар Ханевольд +19.7 (4) 4. Ханс Прёш 5. Хокон Андерсен 6. Сивер Берг-Домаас 7. Руне Ског 8. Мартен Хандлер 9. Анзе Глобевник 10. Маттиас Нильссон Финишный протокол |
| Спринт 1. 1 декабря 2002 Женщины: 7.5 км 2. 1 декабря 2002 Мужчины: 10 км              | 1. Анн Хелен Гранд 26:46.5 (0) 2. Елена Петрова +5.5 (1) 3. Тея Грегорин +29.5 (3) 4. Канако Ногучи 5. Сьюзанн Хьёрт 6. Лив Кьерсти Эйкеланн 7. Хеге Нильссен 8. Йори Мёркве 9. Эвелин Л. Ханеволд 10. Линнеа Поромаа Финишный протокол           | 1. Руслан Лысенко 27:14.7 (0) 2. Эгиль Йелланн +12.0 (2) 3. Андрей Дериземля +43.4 (2) 4. Александр Ус 5. Юн Пер Нюгор 6. Тацуми Касахара 7. Вячеслав Деркач 8. Ханс Мартин Гьёдрем 9. Ханс Прёш 10. Йоже Поклукар Финишный протокол     |

Положение спортсменов в общем зачёте после первого этапа:
| 1. Анн Хелен Гранд. 96      |
| 2. Йори Мёркве. 80          |
| 3. Канако Ногучи. 80        |
| 4. Лив Кьерсти Эйкеланн. 77 |
| 5. Тея Грегорин. 73         |

| 1. Юн Пер Нюгор. 87      |
| 2. Ханс Прёш. 68         |
| 3. Сивер Берг-Домаас. 52 |
| 3. Тацуми Касахара. 52   |
| 5. Руне Ског. 52         |

#### Юниоры (до 21 года)
| Гонка                                                                                   | Юниорки | Юниоры |
| --------------------------------------------------------------------------------------- | --- | --- |
| Индивидуальная гонка 1. 30 ноября 2002 Юниорки: 12.5 км 2. 30 ноября 2002 Юниоры: 15 км | 1. Линда Савлака 45:59.0 (0) 2. Ида Эрикссон +3:14.6 (4) 3. Анн Кристин Офедт Флатланн +3:14.9 (6) 4. Анна Мария Нильссон 5. Сольвейг Ругстад 6. Йоханна Йоханссон 7. Хелена Юнссон 8. Санна Густавссон 9. Мадлен Ольссон 10. София Нордлунд Финишный протокол | 1. Фроде Букквольд 46:05.6 (1) 2. Тобиас Торгерсен +40.1 (2) 3. Ян Олав Веттелано +1:24.3 (2) 4. Магне Торлейв Реннинг 5. Грегор Брвар 6. Кнут Эрик Нестеби 7. Свейнунг Странн 8. Клемен Лаузегер 9. Даниель Адольфссон 10. Кнут Мое Финишный протокол |
| Спринт 1. 1 декабря 2002 Юниорки: 7.5 км 2. 1 декабря 2002 Юниоры: 10 км                | 1. Анн Кристин Офедт Флатланн 27:26.7 (3) 2. Анна Мария Нильссон +52.7 (2) 3. Хелена Юнссон +1:18.4 (1) 4. Сольвейг Ругстад 5. Мадара Лидума 6. Санна Густавссон 7. Ида Эрикссон 8. Линда Савлака 9. Йоханна Йоханссон 10. София Нордлунд Финишный протокол    | 1. Фроде Букквольд 29:18.3 (0) 2. Клемен Лаузегер +5.4 (2) 3. Магне Торлейв Реннинг +24.8 (4) 4. Тобиас Торгерсен 5. Свейнунг Странн 6. Ян Олав Веттелано 7. Грегор Брвар 8. Эдгарс Пиксонс 9. Оивинд Лунд 10. Кнут Эрик Нестеби Финишный протокол     |

Положение спортсменов в общем зачёте после первого этапа:
| 1. Анн Кристин Офедт Флатланн. 93 |
| 2. Анна Мария Нильссон. 86        |
| 3. Линда Савлака. 80              |
| 4. Ида Эрикссон. 78               |
| 5. Сольвейг Ругстад. 77           |

| 1. Фроде Букквольд. 100      |
| 2. Тобиас Торгерсен. 86      |
| 3. Магне Торлейв Реннинг. 83 |
| 4. Ян Олав Веттелано. 77     |
| 5. Клемен Лаузегер . 76      |

### 2-й этап —Виндишгарстен(14 — 15 декабря 2002 года)

#### Взрослые
| Гонка                                                                                     | Женщины | Мужчины |
| ----------------------------------------------------------------------------------------- | --- | --- |
| Спринт 1. 14 декабря 2002 Мужчины: 10 км 2. 14 декабря 2002 Женщины: 7.5 км               | 1. Флоранс Баверель 23:43.5 (0) 2. Лив Кьерсти Эйкеланн +35.4 (1) 3. Анн Хелен Гранд +37.4 (1) 4. Ольга Анисимова 5. Зденка Вейнарова 6. Олеся Федосеева 7. Катя Халлер 8. Тея Грегорин 9. Радка Доскочилова 10. Леда Абати Финишный протокол       | 1. Хольгер Шёнтир 26:21.6 (0) 2. Лионель Гребо +4.1 (1) 3. Алексей Соловьёв +6.1 (2) 4. Александр Ус 5. Ханс Прёш 6. Серджио Бональди 7. Кристиан Де Лоренци 8. Андрей Прокунин 9. Ханс Мартин Гьёдрем 10. Ганс Петер Фойдл Финишный протокол       |
| Гонка преследования 1. 15 декабря 2002 Мужчины: 12.5 км 2. 15 декабря 2002 Женщины: 10 км | 1. Флоранс Баверель 33:37.6 (2) 2. Ольга Анисимова +1:27.3 (4) 3. Лив Кьерсти Эйкеланн +1:42.8 (4) 4. Анн Хелен Гранд 5. Зденка Вейнарова 6. Йори Мёркве 7. Радка Доскочилова 8. Олеся Федосеева 9. Катя Халлер 10. Канако Ногучи Финишный протокол | 1. Хольгер Шёнтир 36:26.1 (2) 2. Александр Ус + 31.6 (7) 3. Владимир Береснёв + 33.1 (3) 4. Алексей Кобелев 5. Александр Обер 6. Андрей Прокунин 7. Алексей Соловьёв 8. Ханс Мартин Гьёдрем 9. Сивер Берг-Домаас 10. Никола Песса Финишный протокол |

Положение спортсменов в общем зачёте после второго этапа:
| 1. Анн Хелен Гранд. 179      |
| 2. Лив Кьерсти Эйкеланн. 166 |
| 3. Йори Мёркве. 138          |
| 4. Канако Ногучи. 122        |
| 5. Тея Грегорин. 116         |

| 1. Ханс Прёш. 129           |
| 2. Александр Ус. 126        |
| 3. Юн Пер Нюгор. 116        |
| 4. Ханс Мартин Гьёдрем. 110 |
| 5. Хольгер Шёнтир. 100      |

#### Юниоры (до 21 года)
| Гонка                                                                                    | Юниорки | Юниоры |
| ---------------------------------------------------------------------------------------- | --- | --- |
| Спринт 1. 14 декабря 2002 Юниоры: 10 км 2. 14 декабря 2002 Юниорки: 7.5 км               | 1. Анн Кристин Офедт Флатланн 24:17.3 (2) 2. Анна Лиза Байи +13.9 (1) 3. Дельфина Перетто +20.9 (1) 4. Селия Буржуа 5. Паулин Жаккуин 6. Лаура Кост 7. Магдалена Никель 8. Моника Полякова 9. Александра Русу 10. Сандра Флюнгер Финишный протокол | 1. Симон Эдер 27:21.5 (2) 2. Александр Нусс +27.8 (0) 3. Луи Абер +40.2 (2) 4. Дамьен Марсель 5. Грегор Брвар 6. Симон Фуркад 7. Матей Казар 8. Михаил Клечеров 9. Мирослав Матяшко 10. Иван Йоллер Финишный протокол          |
| Гонка преследования 1. 15 декабря 2002 Юниоры: 12.5 км 2. 15 декабря 2002 Юниорки: 10 км | 1. Анна Лиза Байи 34:20.9 (2) 2. Дельфина Перетто +14.8 (1) 3. Селия Буржуа +54.1 (2) 4. Анн Кристин Офедт Флатланн 5. Лаура Кост 6. Сандра Флюнгер 7. Паулин Жаккуин 8. Михаела Странска 9. Николь Пфлюгер 10. Александра Русу Финишный протокол  | 1. Симон Эдер 37:52.5 (3) 2. Мирослав Матяшко +1:01.4 (3) 3. Симон Фуркад +1:10.9 (2) 4. Луи Абер 5. Александр Нусс 6. Матей Казар 7. Дамьен Марсель 8. Себастьен Зено 9. Кристапс Либиетис 10. Лукаш Вояжек Финишный протокол |

Положение спортсменов в общем зачёте после второго этапа:
| 1. Анн Кристин Офедт Флатланн. 183 |
| 2. Анна Лиза Байи. 96              |
| 3. Дельфина Перетто. 89            |
| 4. Анна Мария Нильссон. 86         |
| 5. Селия Буржуа. 83                |

| 1. Грегор Брвар. 130    |
| 2. Клемен Лаузегер. 110 |
| 3. Симон Эдер. 100      |
| 3. Фроде Букквольд. 100 |
| 5. Тобиас Торгерсен. 86 |

### 3-й этап —Обертиллиах(20 — 21 декабря 2002 года)

#### Взрослые
| Гонка                                                                                    | Женщины | Мужчины |
| ---------------------------------------------------------------------------------------- | --- | --- |
| Индивидуальная гонка 1. 20 декабря 2002 Мужчины: 20 км 2. 20 декабря 2002 Женщины: 15 км | 1. Флоранс Баверель 50:49.7 (2) 2. Йори Мёркве +3.1 (0) 3. Анн Хелен Гранд +17.2 (2) 4. Канако Ногучи 5. Радка Доскочилова 6. Людмила Ананько 7. Ольга Анисимова 8. Олеся Федосеева 9. Екатерина Григорьева 10. Леда Абати Финишный протокол | 1. Фридрих Пинтер 55:53.6 (3) 2. Ганс Петер Фойдл +16.2 (2) 3. Александр Обер +24.7 (3) 4. Юн Пер Нюгор 5. Гюнтер Бек 6. Лионель Гребо 7. Алексей Кобелев 8. Сивер Берг-Домаас 9. Алексей Соловьёв 10. Владимир Береснёв Финишный протокол           |
| Спринт 1. 21 декабря 2002 Мужчины: 10 км 2. 21 декабря 2002 Женщины: 7.5 км              | 1. Ольга Анисимова 23:39.8 (1) 2. Флоранс Баверель +2.4 (0) 3. Олеся Федосеева +10.6 (0) 4. Анн Хелен Гранд 5. Радка Доскочилова 6. Людмила Ананько 7. Йори Мёркве 8. Леда Абати 9. Канако Ногучи 10. Тея Грегорин Финишный протокол         | 1. Алексей Соловьёв 26:01.3 (1) 2. Владимир Береснёв +1.1 (0) 3. Евгений Требушенко +5.9 (1) 4. Сивер Берг-Домаас 5. Мартин Пониквар 6. Алексей Кобелев 7. Александр Обер 8. Йоже Поклукар 9. Серджио Бональди 10. Андрей Прокунин Финишный протокол |

Положение спортсменов в общем зачёте после третьего этапа:
| 1. Анн Хелен Гранд. 262  |
| 2. Йори Мёркве. 216      |
| 3. Флоранс Баверель. 196 |
| 4. Канако Ногучи. 190    |
| 5. Тея Грегорин. 169     |

| 1. Юн Пер Нюгор. 176      |
| 2. Сивер Берг-Домаас. 166 |
| 3. Алексей Соловьёв. 153  |
| 4. Александр Ус. 144      |
| 5. Владимир Береснёв. 139 |

#### Юниоры (до 21 года)
| Гонка                                                                                     | Юниорки | Юниоры |
| ----------------------------------------------------------------------------------------- | --- | --- |
| Индивидуальная гонка 1. 20 декабря 2002 Юниоры: 15 км 2. 20 декабря 2002 Юниорки: 12.5 км | 1. Дельфина Перетто 44:21.8 (3) 2. Селия Буржуа +1:16.2 (2) 3. Наталья Огурцова +2:09.3 (0) 4. Анна Лиза Байи 5. Кристина Палка 6. Анн Кристин Офедт Флатланн 7. Анна Янас 8. Лаура Кост 9. Паулин Жаккуин 10. Сандра Флюнгер Финишный протокол        | 1. Симон Эдер 43:06.3 (1) 2. Симон Фуркад +17.7 (0) 3. Александр Нусс +2:24.8 (1) 4. Кристапс Либиетис 5. Себастьен Зено 6. Душан Шимочко 7. Кшиштоф Плывачик 8. Грегор Брвар 9. Михаил Клечеров 10. Ярослав Соукуп Финишный протокол |
| Спринт 1. 21 декабря 2002 Юниоры: 10 км 2. 21 декабря 2002 Юниорки: 7.5 км                | 1. Селия Буржуа 24:50.4 (1) 2. Лаура Кост +3.3 (0) 3. Дельфина Перетто +32.4 (3) 4. Клара Моравцова 5. Анн Кристин Офедт Флатланн 6. Анна Лиза Байи 7. Ольга Дудченко 8. Элиза Босонетто 9. Магдалена Никель 10. Виктория Афанасьева Финишный протокол | 1. Кристапс Либиетис 27:05.4 (0) 2. Симон Эдер +5.3 (1) 3. Клемен Лаузегер +16.5 (1) 4. Луи Абер 5. Матей Казар 6. Дамьен Марсель 7. Душан Шимочко 8. Михаил Клечеров 9. Мартин Балатка 10. Кирил Василев Финишный протокол           |

Положение спортсменов в общем зачёте после третьего этапа:
| 1. Анн Кристин Офедт Флатланн. 254 |
| 2. Дельфина Перетто. 182           |
| 3. Селия Буржуа. 179               |
| 4. Анна Лиза Байи. 170             |
| 5. Лаура Кост. 147                 |

| 1. Симон Эдер. 196        |
| 2. Грегор Брвар. 161      |
| 3. Клемен Лаузегер . 153  |
| 4. Симон Фуркад. 139      |
| 5. Кристапс Либиетис. 133 |

### 4-й этап —Форни-Авольтри(10 — 11 января 2003 года)

#### Взрослые
| Гонка                                                                                   | Женщины | Мужчины |
| --------------------------------------------------------------------------------------- | --- | --- |
| Спринт 1. 10 января 2003 Мужчины: 10 км 2. 10 января 2003 Женщины: 7.5 км               | 1. Анна Шпрунг 21:19.3 (0) 2. Анн Хелен Гранд +44.1 (1) 3. Йори Мёркве +1:01.8 (0) 4. Ромина Деметц 5. Рэйчел Стир 6. Хеге Нильссен 7. Зина Кочер 8. Эвелин Л. Ханеволд 9. Сандра Кит 10. Тея Грегорин Финишный протокол         | 1. Тор Халвор Бьёрнстад 25:05.3 (2) 2. Иван Пестерев +25.6 (0) 3. Клаус Хёльриг +28.5 (1) =4. Ханс Ахорнер =4. Девис Да Канал 6. Джульен Угетт 7. Юн Пер Нюгор 8. Фридрих Пинтер 9. Ян Дебайль 10. Робин Клегг Финишный протокол |
| Гонка преследования 1. 11 января 2003 Мужчины: 12.5 км 2. 11 января 2003 Женщины: 10 км | 1. Анн Хелен Гранд 31:33.1 (1) 2. Анна Шпрунг +34.2 (4) 3. Йори Мёркве +2:04.2 (2) 4. Хеге Нильссен 5. Зина Кочер 6. Ромина Деметц 7. Рэйчел Стир 8. Сандра Кит 9. Екатерина Григорьева 10. Эвелин Л. Ханеволд Финишный протокол | 1. Тор Халвор Бьёрнстад 32:54.1 (7) 2. Робин Клегг +9.3 (3) 3. Ханс Мартин Гьёдрем +23.7 (1) 4. Иван Пестерев 5. Фридрих Пинтер 6. Ян Дебайль 7. Девис Да Канал 8. Жюльен Угетто 9. Юн Пер Нюгор 10. Ханс Прёш Финишный протокол |

Положение спортсменов в общем зачёте после четвёртого этапа:
| 1. Анн Хелен Гранд. 358          |
| 2. Йори Мёркве. 302              |
| 3. Тея Грегорин. 211             |
| 4. Флоранс Баверель. 196         |
| 5. Канако Ногучи. 190            |
| Общий зачёт (недоступная ссылка) |

| 1. Юн Пер Нюгор. 236             |
| 2. Ханс Мартин Гьёдрем. 204      |
| 3. Ханс Прёш. 179                |
| 4. Сивер Берг-Домаас. 166        |
| 5. Йоже Поклукар. 160            |
| Общий зачёт (недоступная ссылка) |

#### Юниоры (до 21 года)
| Гонка                                                                                  | Юниорки | Юниоры |
| -------------------------------------------------------------------------------------- | --- | --- |
| Спринт 1. 10 января 2003 Юниоры: 10 км 2. 10 января 2003 Юниорки: 7.5 км               | 1. Дельфина Перетто 22:44.9 (1) 2. Селия Буржуа +5.8 (1) 3. Анна Лиза Байи +33.4 (2) 4. Паулин Жаккуин 5. Татьяна Шинтарь 6. Трейси Барнс 7. Мадара Лидума 8. Николь Пфлюгер 9. Магдалена Никель 10. Кристина Палка Финишный протокол        | 1. Маркус Виндиш 26:15.2 (0) 2. Симон Эдер +34.0 (3) 3. Луи Абер +36.8 (1) 4. Клемен Лаузегер 5. Ондржей Моравец 6. Мирослав Матяшко 7. Александр Мытник 8. Танги Рош 9. Михал Шлезингр 10. Матей Казар Финишный протокол          |
| Гонка преследования 1. 11 января 2003 Юниоры: 12.5 км 2. 11 января 2003 Юниорки: 10 км | 1. Дельфина Перетто 32:24.2 (3) 2. Селия Буржуа +57.1 (4) 3. Анна Лиза Байи +1:49.7 (6) 4. Паулин Жаккуин 5. Татьяна Шинтарь 6. Мадара Лидума 7. Каролин Триси 8. Наталья Огурцова 9. Клара Моравцова 10. Михаела Странска Финишный протокол | 1. Клемен Лаузегер 34:03.0 (3) 2. Мирослав Матяшко +1.5 (2) 3. Ондржей Моравец +33.7 (4) 4. Маркус Виндиш 5. Михал Шлезингр 6. Матей Казар 7. Александр Мытник 8. Луи Абер 9. Михаил Клечеров 10. Дамьен Марсель Финишный протокол |

Положение спортсменов в общем зачёте после четвёртого этапа:
| 1. Дельфина Перетто. 282           |
| 2. Селия Буржуа. 271               |
| 3. Анна Лиза Байи. 256             |
| 4. Анн Кристин Офедт Флатланн. 254 |
| 5. Паулин Жаккуин. 201             |
| Общий зачёт (недоступная ссылка)   |

| 1. Клемен Лаузегер. 243          |
| 2. Симон Эдер. 242               |
| 3. Луи Абер. 196                 |
| 4. Матей Казар. 176              |
| 5. Грегор Брвар. 170             |
| Общий зачёт (недоступная ссылка) |

### 5-й этап —Валь-Риданна(15 — 16 января 2003 года)

#### Взрослые
| Гонка                                                                                  | Женщины | Мужчины |
| -------------------------------------------------------------------------------------- | --- | --- |
| Индивидуальная гонка 1. 15 января 2003 Мужчины: 20 км 2. 15 января 2003 Женщины: 15 км | 1. Сандра Кит 48:52.5 (1) 2. Рэйчел Стир +43.6 (3) 3. Анн Хелен Гранд +2:32.4 (5) 4. Ирина Мальгина 5. Леда Абати 6. Хеге Нильссен 7. Линда Бенгтссон 8. Лив Кьерсти Эйкеланн 9. Людмила Калинчик 10. Тея Грегорин Финишный протокол                   | 1. Хольгер Шёнтир 49:44.5 (1) 2. Лионель Гребо +58.0 (2) 3. Фридрих Пинтер +1:06.1 (2) 4. Йоже Поклукар 5. Алексей Соловьёв 6. Ханс Мартин Гьёдрем 7. Клаус Хёлльригль 8. Иван Пестерев 9. Юн Пер Нюгор 10. Тор Халвор Бьёрнстад Финишный протокол |
| Спринт 1. 16 января 2003 Мужчины: 10 км 2. 16 января 2003 Женщины: 7.5 км              | 1. Хеге Нильссен 23:26.5 (1) 2. Лив Кьерсти Эйкеланн +26.2 (2) 3. Анн Хелен Гранд +1:08.6 (4) 4. Камилла Вестин 5. Екатерина Григорьева 6. Дениз Мари Уиттен 7. Линда Бенгтссон 8. Ирина Мальгина 9. Тея Грегорин 10. Ольга Дудченко Финишный протокол | 1. Владимир Береснёв 24:20.7 (1) 2. Хольгер Шёнтир +8.4 (1) 3. Тор Халвор Бьёрнстад +8.7 (3) 4. Джесси Даунс 5. Робин Клегг 6. Джереми Тила 7. Гаэль Пуаре 8. Алексей Соловьёв 9. Девис Да Канал 10. Ганс Петер Фойдл Финишный протокол            |

Положение спортсменов в общем зачёте после пятого этапа:
| 1. Анн Хелен Гранд. 444          |
| 2. Йори Мёркве. 302              |
| 3. Тея Грегорин. 265             |
| 4. Лив Кьерсти Эйкеланн. 242     |
| 5. Хеге Нильссен. 227            |
| Общий зачёт (недоступная ссылка) |

| 1. Юн Пер Нюгор. 279             |
| 2. Ханс Мартин Гьёдрем. 250      |
| 3. Алексей Соловьёв. 220         |
| 4. Тор Халвор Бьёрнстад. 215     |
| 5. Владимир Береснёв. 211        |
| Общий зачёт (недоступная ссылка) |

#### Юниоры (до 21 года)
| Гонка                                                                                   | Юниорки | Юниоры |
| --------------------------------------------------------------------------------------- | --- | --- |
| Индивидуальная гонка 1. 15 января 2003 Юниоры: 15 км 2. 15 января 2003 Юниорки: 12.5 км | 1. Катарина Эхтер 43:57.1 (3) 2. Барбара Эртль +1.2 (2) 3. Лэнни Барнс +17.4 (2) 4. Зина Кочер 5. Татьяна Шинтарь 6. Селия Буржуа 7. Лаура Кост 8. Дельфина Перетто 9. Анна Янас 10. Паулин Жаккуин Финишный протокол   | 1. Мартин Балатка 43:28.0 (1) 2. Симон Фуркад +5.0 (2) 3. Ярослав Соукуп +16.6 (3) 4. Луи Абер 5. Грегор Брвар 6. Хансйорг Ройтер 7. Маркус Ноймайер 8. Кшиштоф Плывачик 9. Венсан Порре 10. Паоло Бионаз Финишный протокол |
| Спринт 1. 16 января 2003 Юниоры: 10 км 2. 16 января 2003 Юниорки: 7.5 км                | 1. Уте Ницяк 23:35.2 (1) 2. Дженни Адлер +9.5 (2) 3. Катрин Пфистерер +21.5 (1) 4. Барбара Эртль 5. Селия Буржуа 6. Лаура Кост 7. Дельфина Перетто 8. Микаела Некс 9. Анна Лиза Байи 10. Ханна Мёллер Финишный протокол | 1. Михаэль Рёш 23:43.5 (0) 2. Хансйорг Ройтер +34.8 (0) 3. Норберт Шиллер +1:51.4 (4) 4. Луи Абер 5. Кирил Василев 6. Ярослав Соукуп 7. Матей Казар 8. Йорг Кунц 9. Гийом Робер 10. Клемен Лаузегер Финишный протокол       |

Положение спортсменов в общем зачёте после пятого этапа:
| 1. Дельфина Перетто. 344           |
| 2. Селия Буржуа. 342               |
| 3. Анна Лиза Байи. 302             |
| 4. Анн Кристин Офедт Флатланн. 254 |
| 5. Паулин Жаккуин. 241             |
| Общий зачёт (недоступная ссылка)   |

| 1. Луи Абер. 276                 |
| 2. Клемен Лаузегер. 269          |
| 3. Симон Эдер. 242               |
| 4. Грегор Брвар. 223             |
| 5. Матей Казар. 223              |
| Общий зачёт (недоступная ссылка) |

### 6-й этап —Мерибель(6 — 7 февраля 2003 года)

#### Взрослые
| Гонка                                                                                  | Женщины | Мужчины |
| -------------------------------------------------------------------------------------- | --- | --- |
| Индивидуальная гонка 1. 6 февраля 2003 Мужчины: 20 км 2. 6 февраля 2003 Женщины: 15 км | 1. Анн-Лор Миньере 56:10.3 (3) 2. Леда Абати +1:39.6 (2) 3. Тея Грегорин +1:55.7 (5) 4. Катя Халлер 5. Ромина Деметц 6. Валентина Чурина 7. Жюли Карра-Коллен 8. Сигрид Палльхубер 9. Аня Бургермейстер Финишный протокол                 | 1. Матьяж Поклукар 1:00:28.0 (1) 2. Ханс Ахорнер +1:59.3 (4) 3. Фридрих Пинтер +2:11.7 (6) 4. Гюнтер Бек 5. Лионель Гребо 6. Гаэль Пуаре 7. Данило Кодела 8. Оливье Ниогре 9. Жюльен Угетто 10. Хольгер Шёнтир Финишный протокол |
| Спринт 1. 7 февраля 2003 Мужчины: 10 км 2. 7 февраля 2003 Женщины: 7.5 км              | 1. Кристель Гро 25:44.6 (3) 2. Тея Грегорин +33.5 (2) 3. Паулин Жаккуин +34.3 (1) 4. Валентина Чурина 5. Сигрид Палльхубер 6. Ромина Деметц 7. Жюли Карра-Коллен 8. Анн-Лор Миньере 9. Леда Абати 10. Аня Бургермейстер Финишный протокол | 1. Ганс Петер Фойдл 29:44.4 (1) 2. Жиль Марге +7.7 (2) 3. Девис Да Канал +40.0 (2) 4. Серджио Бональди 5. Никола Песса 6. Марио Денот 7. Ханс Ахорнер 8. Лионель Гребо 9. Патрик Обереггер 10. Александр Обер Финишный протокол  |

Положение спортсменов в общем зачёте после шестого этапа:
| 1. Анн Хелен Гранд. 444          |
| 2. Тея Грегорин. 354             |
| 3. Йори Мёркве. 302              |
| 4. Леда Абати. 266               |
| 5. Ромина Деметц. 251            |
| Общий зачёт (недоступная ссылка) |

| 1. Юн Пер Нюгор. 279             |
| 2. Ханс Мартин Гьёдрем. 250      |
| 3. Лионель Гребо. 247            |
| 4. Хольгер Шёнтир. 244           |
| 5. Ганс Петер Фойдл. 242         |
| Общий зачёт (недоступная ссылка) |

### 7-й этап —Гурнигель(14 — 15 февраля 2003 года)

#### Взрослые
| Гонка                                                                                     | Женщины | Мужчины |
| ----------------------------------------------------------------------------------------- | --- | --- |
| Спринт 1. 14 февраля 2003 Мужчины: 10 км 2. 14 февраля 2003 Женщины: 7.5 км               | 1. Жюли Карра-Коллен 19:57.7 (0) 2. Тея Грегорин +1:23.5 (1) 3. Анн-Лор Миньере +1:49.9 (5) 4. Ромина Деметц 5. Катя Халлер 6. Леда Абати 7. Сигрид Палльхубер 8. Аня Бургермейстер 9. Эльсбет Штрауб 10. Карина Баркос Финишный протокол | 1. Ганс Петер Фойдл 30:54.8 (0) 2. Гаэль Пуаре +12.4 (0) 3. Фридрих Пинтер +13.1 (3) 4. Ян Дебайль 5. Девис Да Канал 6. Ханс Ахорнер 7. Паоло Лонго 8. Александр Обер 9. Лионель Гребо =10. Александр Грайф =10. Марио Денот Финишный протокол |
| Гонка преследования 1. 15 февраля 2003 Мужчины: 12.5 км 2. 15 февраля 2003 Женщины: 10 км | 1. Жюли Карра-Коллен 33:50.1 (9) 2. Анн-Лор Миньере +1:09.7 (7) 3. Тея Грегорин +1:38.4 (6) 4. Леда Абати 5. Катя Халлер 6. Сигрид Палльхубер 7. Ромина Деметц 8. Карина Баркос Финишный протокол                                         | 1. Гаэль Пуаре 29:35.8 (1) 2. Ганс Петер Фойдл +39.5 (3) 3. Фридрих Пинтер +1:05.7 (5) 4. Ханс Ахорнер 5. Александр Обер 6. Девис Да Канал 7. Кристиан Де Лоренци 8. Данило Кодела 9. Ян Дебайль 10. Хольгер Шёнтир Финишный протокол          |

Положение спортсменов в общем зачёте после седьмого этапа:
| 1. Анн Хелен Гранд. 444 |
| 2. Тея Грегорин. 443    |
| 3. Леда Абати. 340      |
| 4. Ромина Деметц. 323   |
| 5. Йори Мёркве. 302     |

| 1. Ганс Петер Фойдл. 338         |
| 2. Фридрих Пинтер. 322           |
| 3. Юн Пер Нюгор. 314             |
| 4. Лионель Гребо. 299            |
| 5. Хольгер Шёнтир. 286           |
| Общий зачёт (недоступная ссылка) |

#### Юниоры (до 21 года)
| Гонка                                                                                    | Юниорки                                                                               | Юниоры |
| ---------------------------------------------------------------------------------------- | ------------------------------------------------------------------------------------- | --- |
| Спринт 1. 14 февраля 2003 Юниорки: 7.5 км 2. 14 февраля 2003 Юниоры: 10 км               | 1. Каролин Кильхенманн 24:09.0 (3) 2. Клаудиа Херлейн +6:05.8 (4) Финишный протокол   | 1. Грегор Брвар 17:57.2 (1) 2. Клемен Лаузегер +4.4 (1) 3. Янис Берзиньш +11.1 (0) 4. Йорг Кунц 5. Клаудио Бёкли 6. Кнут Эрик Нестеби 7. Денис Турсик 8. Лукас Видер 9. Петер Малкольм Финишный протокол |
| Гонка преследования 1. 15 февраля 2003 Юниоры: 12.5 км 2. 15 февраля 2003 Юниорки: 10 км | 1. Каролин Кильхенманн 36:28.7 (7) 2. Клаудиа Херлейн +21:18.0 (17) Финишный протокол | 1. Янис Берзиньш 31:58.4 (1) 2. Грегор Брвар +2:00.3 (5) 3. Клемен Лаузегер +3:41.9 (8) 4. Кнут Эрик Нестеби 5. Йорг Кунц 6. Клаудио Бёкли 7. Денис Турсик Финишный протокол                             |

Положение спортсменов в общем зачёте после седьмого этапа:
| 1. Дельфина Перетто. 344           |
| 2. Селия Буржуа. 342               |
| 3. Анна Лиза Байи. 302             |
| 4. Анн Кристин Офедт Флатланн. 254 |
| 5. Паулин Жаккуин. 241             |
| Общий зачёт (недоступная ссылка)   |

| 1. Клемен Лаузегер. 358          |
| 2. Грегор Брвар. 319             |
| 3. Луи Абер. 276                 |
| 4. Симон Эдер. 242               |
| 5. Матей Казар. 223              |
| Общий зачёт (недоступная ссылка) |

### Чемпионат Европы по биатлону 2003 —Форни-Авольтри(26 февраля — 2 марта 2003 года)

#### Взрослые
| Гонка                                                                                     | Женщины | Мужчины |
| ----------------------------------------------------------------------------------------- | --- | --- |
| Спринт 1. 26 февраля 2003 Мужчины: 10 км 2. 26 февраля 2003 Женщины: 7.5 км               | 1. Мартина Галинарова 27:09.5 (1) 2. Светлана Ишмуратова +9.7 (1) 3. Екатерина Иванова +24.3 (2) 4. Сабрина Бухгольц 5. Павлина Филипова 6. Магдалена Гвиздонь 7. Ина Менцель 8. Джанет Кляйн 9. Галина Куклева 10. Ольга Назарова Финишный протокол                                                        | 1. Алексей Коробейников 26:06.6 (0) 2. Владимир Драчёв +2.8 (1) 3. Карстен Пумп +12.6 (1) 4. Марко Моргенштерн 5. Райвис Зиемелис 6. Александр Ус 7. Вячеслав Деркач 8. Олег Рыженков 9. Фридрих Пинтер 10. Филипп Шульман Финишный протокол                                                          |
| Гонка преследования 1. 27 февраля 2003 Мужчины: 12.5 км 2. 27 февраля 2003 Женщины: 10 км | 1. Екатерина Иванова 35:57.3 (0) 2. Елена Зубрилова +54.2 (2) 3. Ина Менцель +1:05.7 (1) 4. Светлана Ишмуратова 5. Галина Куклева 6. Ирина Мальгина 7. Ирена Чеснекова 8. Анна Шпрунг 9. Мартина Галинарова 10. Джанет Кляйн Финишный протокол                                                              | 1. Андрей Дериземля 39:58.8 (1) 2. Александр Ус +7.1 (2) 3. Владимир Драчёв +24.6 (6) 4. Йорн Волльшлегер 5. Вячеслав Деркач 6. Алексей Айдаров 7. Карстен Пумп 8. Даниэль Граф 9. Райвис Зиемелис 10. Филипп Шульман Финишный протокол                                                               |
| Индивидуальная гонка 1. 1 марта 2003 Мужчины: 20 км 2. 1 марта 2003 Женщины: 15 км        | 1. Елена Хрусталёва 53:40.1 (1) 2. Елена Петрова +21.1 (3) 3. Ина Менцель +29.2 (2) 4. Ольга Назарова 5. Боргхильд Оурен 6. Сабрина Бухгольц 7. Джанет Кляйн 8. Юлия Макарова 9. Анна Шпрунг 10. Оксана Хвостенко Финишный протокол                                                                         | 1. Александр Биланенко 53:12.1 (0) 2. Алексей Айдаров +25.4 (0) 3. Марко Моргенштерн +1:10.3 (2) 4. Иван Черезов 5. Ян Дебайль =6. Марек Матяшко =6. Сергей Коновалов 8. Петр Гарабик 9. Олег Малюхин 10. Ханс Мартин Гьёдрем Финишный протокол                                                       |
| Эстафета 1. 2 марта 2003 Мужчины: 4x7.5 км 2. 2 марта 2003 Женщины: 4x6 км                | 1. Россия 1:29:24.9 (0 + 5) (Хрусталёва, Богалий-Титовец, Макарова, Мальгина) 2. Чехия +1:07.7 (0 + 5) (Фалтусова, Вейнарова, Чеснекова, Голубцова) 3. Беларусь +35.1 (1 + 9) (Ефремова, Назарова, Иванова, Зубрилова) 4. Украина 5. Германия 6. Болгария 7. Норвегия 8. Италия 9. Польша Финишный протокол | 1. Германия 1:36:26.4 (1 + 6) (Граф, Пумп, Волльшлегер, Моргенштерн) 2. Россия +0.4 (0 + 6) (Чернышёв, Коновалов, Шульман, Черезов) 3. Беларусь +35.1 (1 + 9) (Айдаров, Драчёв, Валиуллин, Рыженков) 4. Словения 5. Украина 6. Эстония 7. Австрия 8. Норвегия 9. Франция 10. Латвия Финишный протокол |

Положение спортсменов в общем зачёте после чемпионата Европы:
| 1. Анн Хелен Гранд. 444          |
| 2. Тея Грегорин. 443             |
| 3. Леда Абати. 346               |
| 4. Ромина Деметц. 338            |
| 5. Йори Мёркве. 323              |
| Общий зачёт (недоступная ссылка) |

| 1. Ганс Петер Фойдл. 369         |
| 2. Фридрих Пинтер. 367           |
| 3. Юн Пер Нюгор. 314             |
| 4. Лионель Гребо. 308            |
| 5. Хольгер Шёнтир. 286           |
| Общий зачёт (недоступная ссылка) |

#### Юниоры (до 21 года)
| Гонка                                                                                    | Юниорки | Юниоры |
| ---------------------------------------------------------------------------------------- | --- | --- |
| Спринт 1. 26 февраля 2003 Юниоры: 10 км 2. 26 февраля 2003 Юниорки: 7.5 км               | 1. Наталья Бурдыга 28:59.7 (2) 2. Людмила Ананько +1.2 (1) 3. Паулин Жаккуин +3.7 (0) 4. Ульяна Денисова 5. Анн Кристин Офедт Флатланн 6. Надежда Колесникова 7. Мадара Лидума 8. Анна Лиза Байи 9. Магда Резлерова 10. Селия Буржуа Финишный протокол              | 1. Симон Эдер 26:51.4(0) 2. Мирослав Матяшко +41.7(2) 3. Максим Чудов +43.2 (3) 4. Симон Фуркад 5. Олег Милованов 6. Сергей Седнев 7. Ярослав Соукуп 8. Александр Лавринович 9. Маркус Виндиш 10. Андрей Маковеев Финишный протокол                                                                  |
| Гонка преследования 1. 27 февраля 2003 Юниоры: 12.5 км 2. 27 февраля 2003 Юниорки: 10 км | 1. Наталья Бурдыга 38:46.1 (3) 2. Людмила Ананько +23.2 (1) 3. Ульяна Денисова +29.1(4) 4. Паулин Жаккуин 5. Анн Кристин Офедт Флатланн 6. Анна Лиза Байи 7. Надежда Колесникова/span> 8. Дельфина Перетто 9. Магда Резлерова 10. Татьяна Шинтарь Финишный протокол | 1. Максим Чудов 42:32.1 (5) 2. Симон Эдер +9.7 (3) 3. Олег Милованов +16.1 (3) 4. Симон Фуркад 5. Ярослав Соукуп 6. Ондржей Моравец 7. Виталий Перцев 8. Сергей Седнев 9. Мирослав Матяшко 10. Андрей Маковеев Финишный протокол                                                                     |
| Индивидуальная гонка 1. 1 марта 2003 Юниоры: 15 км 2. 1 марта 2003 Юниорки: 12.5 км      | 1. Магда Резлерова 52:14.6 (2) 2. Паулин Жаккуин +1:31.5 (1) 3. Дельфина Перетто +1:44.0 (3) 4. Татьяна Шинтарь 5. Ульяна Денисова 6. Анна Лиза Байи 7. Линда Савлака 8. Анн Кристин Офедт Флатланн 9. Людмила Ананько 10. Яна Романова Финишный протокол           | 1. Ондржей Моравец 47:41.8 (2) 2. Михал Шлезингр +38.6 (2) 3. Виталий Перцев +1:00.8 (4) 4. Николай Козлов 5. Андрей Маковеев 6. Янис Плейкшнис 7. Матей Казар 8. Мирослав Матяшко 9. Маркус Виндиш 10. Сергей Садовников Финишный протокол                                                          |
| Эстафета 1. 2 марта 2003 Юниоры: 4x7.5 км 2. 2 марта 2003 Юниорки: 3x6 км                | 1. Россия 1:10:20.9 (0 + 6) (Романова, Денисова, Бурдыга) 2. Беларусь +2:41.1 (0 + 4) (Шинтарь, Калинчик, Ананько) 3. Чехия +1:01.2 (6 + 12) (Моравцова, Странска, Резлерова) 4. Польша 5. Италия 6. Франция Финишный протокол                                      | 1. Чехия 1:41:09.9 (1 + 8) (Балатка, Моравец, Соукуп, Шлезингр) 2. Беларусь +45.9 (0 + 11) (Дашкевич, Миклашевский, Мытник, Перцев) 3. Россия +1:01.2 (6 + 12) (Козлов, Милованов, Маковеев, Чудов) 4. Украина 5. Австрия 6. Латвия 7. Словения 8. Польша 9. Словакия 10. Болгария Финишный протокол |

Положение спортсменов в общем зачёте после чемпионата Европы:
| 1. Дельфина Перетто. 437           |
| 2. Анна Лиза Байи. 400             |
| 3. Селия Буржуа. 390               |
| 4. Паулин Жаккуин. 370             |
| 5. Анн Кристин Офедт Флатланн. 358 |
| Общий зачёт (недоступная ссылка)   |

| 1. Клемен Лаузегер. 383          |
| 2. Симон Эдер. 351               |
| 3. Луи Абер. 332                 |
| 4. Грегор Брвар. 326             |
| 5. Симон Фуркад. 315             |
| Общий зачёт (недоступная ссылка) |

## Общий зачёт Кубка Европы

### Мужчины
| №  | Спортсмен           | Очки | Ол  | Ол  | Внд | Внд | Обр | Обр | Ф-Ав | Ф-Ав | В-Рдн | В-Рдн | Мрб | Мрб | Грн | Грн | Ф-Ав | Ф-Ав | Ф-Ав |
| №  | Спортсмен           | Очки | Инд | Спр | Спр | Прс | Инд | Спр | Спр  | Прс  | Инд   | Спр   | Инд | Спр | Спр | Прс | Спр  | Прс  | Инд  |
| -- | ------------------- | ---- | --- | --- | --- | --- | --- | --- | ---- | ---- | ----- | ----- | --- | --- | --- | --- | ---- | ---- | ---- |
| 1  | Ганс Петер Фойдл    | 369  | —   | —   | 26  | 18  | 46  | 22  | 11   | 9    | 16    | 26    | 18  | 50  | 50  | 46  | 8    | 18   | 13   |
| 2  | Фридрих Пинтер      | 367  | —   | —   | —   | —   | 50  | 24  | 30   | 37   | 43    | —     | 43  | 9   | 43  | 43  | 28   | 11   | 6    |
| 3  | Юн Пер Нюгор        | 314  | 50  | 37  | 18  | 11  | 40  | 20  | 32   | 28   | 28    | 15    | —   | —   | 15  | 20  | —    | —    | —    |
| 4  | Лионель Гребо       | 308  | —   | —   | 46  | 14  | 34  | 15  | 13   | 4    | 46    | 8     | 37  | 30  | 28  | 24  | 0    | 0    | 9    |
| 5  | Хольгер Шёнтир      | 286  | —   | —   | 50  | 50  | —   | —   | —    | —    | 50    | 46    | 26  | 22  | 16  | 26  | 0    | 0    | —    |
| 6  | Ханс Мартин Гьёдрем | 276  | 22  | 30  | 28  | 30  | 16  | 13  | 22   | 43   | 34    | 12    | —   | —   | —   | —   | 0    | 0    | 26   |
| 7  | Девис Да Канал      | 271  | —   | —   | 7   | 9   | 15  | 5   | 40   | 32   | 0     | 28    | 8   | 43  | 37  | 34  | 1    | 12   | 0    |
| 8  | Александр Обер      | 257  | —   | —   | 22  | 37  | 43  | 32  | —    | —    | —     | —     | 22  | 26  | 30  | 37  | 6    | 2    | 0    |
| 9  | Гаэль Пуаре         | 245  | —   | —   | —   | —   | —   | —   | 12   | 22   | 0     | 32    | 34  | 20  | 46  | 50  | 0    | 7    | 22   |
| 10 | Йоже Поклукар       | 240  | 14  | 26  | 6   | 22  | 18  | 30  | 20   | 24   | 40    | 10    | 7   | 13  | 10  | DNF | —    | —    | —    |

### Женщины
| №  | Спортсмен            | Очки | Ол  | Ол  | Внд | Внд | Обр | Обр | Ф-Ав | Ф-Ав | В-Рдн | В-Рдн | Мрб | Мрб | Грн | Грн | Ф-Ав | Ф-Ав | Ф-Ав |
| №  | Спортсмен            | Очки | Инд | Спр | Спр | Прс | Инд | Спр | Спр  | Прс  | Инд   | Спр   | Инд | Спр | Спр | Прс | Спр  | Прс  | Инд  |
| -- | -------------------- | ---- | --- | --- | --- | --- | --- | --- | ---- | ---- | ----- | ----- | --- | --- | --- | --- | ---- | ---- | ---- |
| 1  | Анн Хелен Гранд      | 444  | 46  | 50  | 43  | 40  | 43  | 40  | 46   | 50   | 43    | 43    | —   | —   | —   | —   | —    | —    | —    |
| 2  | Тея Грегорин         | 443  | 30  | 43  | 30  | 22  | 18  | 26  | 26   | 16   | 26    | 28    | 43  | 46  | 46  | 43  | —    | —    | DNS  |
| 3  | Леда Абати           | 346  | —   | —   | 26  | 20  | 26  | 30  | 15   | 20   | 37    | 18    | 46  | 28  | 34  | 40  | 0    | 0    | 6    |
| 4  | Ромина Деметц        | 338  | —   | —   | 20  | 24  | DNF | 20  | 40   | 34   | 20    | 22    | 37  | 34  | 40  | 32  | 0    | 0    | 15   |
| 5  | Йори Мёркве          | 323  | 50  | 30  | 24  | 34  | 46  | 32  | 43   | 43   | DNS   | DNS   | —   | —   | —   | —   | 0    | 1    | 20   |
| 6  | Лив Кьерсти Эйкеланн | 278  | 43  | 34  | 46  | 43  | —   | —   | —    | —    | 30    | 46    | —   | —   | —   | —   | 10   | 15   | 11   |
| 7  | Хеге Нильссен        | 238  | 37  | 32  | —   | —   | —   | —   | 34   | 40   | 34    | 50    | —   | —   | —   | —   | 4    | 7    | DNF  |
| 8  | Катя Халлер          | 206  | —   | —   | 32  | 28  | —   | —   | —    | —    | —     | —     | 40  | 24  | 37  | 37  | 1    | 2    | 5    |
| 9  | Екатерина Григорьева | 197  | —   | —   | 18  | 18  | 28  | 22  | 24   | 28   | 22    | 37    | —   | —   | —   | —   | —    | —    | —    |
| 10 | Флоранс Баверель     | 196  | —   | —   | 50  | 50  | 50  | 46  | —    | —    | —     | —     | —   | —   | —   | —   | —    | —    | —    |

### Юниоры
| №  | Спортсмен        | Очки | Ол  | Ол  | Внд | Внд | Обр | Обр | Ф-Ав | Ф-Ав | В-Рдн | В-Рдн | Грн | Грн | Ф-Ав | Ф-Ав | Ф-Ав |
| №  | Спортсмен        | Очки | Инд | Спр | Спр | Прс | Инд | Спр | Спр  | Прс  | Инд   | Спр   | Спр | Прс | Спр  | Прс  | Инд  |
| -- | ---------------- | ---- | --- | --- | --- | --- | --- | --- | ---- | ---- | ----- | ----- | --- | --- | ---- | ---- | ---- |
| 1  | Клемен Лаузегер  | 383  | 30  | 46  | 14  | 20  | 0   | 43  | 40   | 50   | DNF   | 26    | 46  | 43  | 15   | 10   | 8    |
| 2  | Симон Эдер       | 351  | —   | —   | 50  | 50  | 50  | 46  | 46   | DNS  | —     | —     | —   | —   | 50   | 46   | 13   |
| 3  | Луи Абер         | 332  | —   | —   | 43  | 40  | DSQ | 40  | 43   | 30   | 40    | 40    | —   | —   | 12   | 20   | 24   |
| 4  | Грегор Брвар     | 326  | 37  | 32  | 37  | 24  | 30  | 1   | 5    | 4    | 37    | 16    | 50  | 46  | 8    | 0    | 1    |
| 5  | Симон Фуркад     | 315  | —   | —   | 34  | 43  | 46  | 16  | 15   | 0    | 46    | 20    | —   | —   | 40   | 40   | 15   |
| 6  | Мирослав Матяшко | 278  | —   | —   | 28  | 46  | —   | —   | 34   | 46   | 20    | DNS   | —   | —   | 46   | 28   | 30   |
| 7  | Матей Казар      | 262  | —   | —   | 32  | 34  | 13  | 37  | 26   | 34   | 15    | 32    | —   | —   | 0    | 7    | 32   |
| 8  | Ярослав Соукуп   | 239  | —   | —   | —   | —   | 26  | 14  | 22   | 20   | 43    | 34    | —   | —   | 32   | 37   | 11   |
| 9  | Михаил Клечеров  | 204  | —   | —   | 30  | 11  | 28  | 30  | 20   | 28   | 16    | 2     | —   | —   | 18   | 11   | 10   |
| 10 | Ондржей Моравец  | 197  | —   | —   | —   | —   | 16  | 6   | 37   | 43   | —     | —     | —   | —   | 11   | 34   | 50   |

### Юниорки
| №  | Спортсмен                  | Очки | Ол  | Ол  | Внд | Внд | Обр | Обр | Ф-Ав | Ф-Ав | В-Рдн | В-Рдн | Грн | Грн | Ф-Ав | Ф-Ав | Ф-Ав |
| №  | Спортсмен                  | Очки | Инд | Спр | Спр | Прс | Инд | Спр | Спр  | Прс  | Инд   | Спр   | Спр | Прс | Спр  | Прс  | Инд  |
| -- | -------------------------- | ---- | --- | --- | --- | --- | --- | --- | ---- | ---- | ----- | ----- | --- | --- | ---- | ---- | ---- |
| 1  | Дельфина Перетто           | 437  | —   | —   | 43  | 46  | 50  | 43  | 50   | 50   | 30    | 32    | —   | —   | 20   | 30   | 43   |
| 2  | Анна Лиза Байи             | 400  | —   | —   | 46  | 50  | 40  | 34  | 43   | 43   | 18    | 28    | —   | —   | 30   | 34   | 34   |
| 3  | Селия Буржуа               | 390  | —   | —   | 40  | 43  | 46  | 50  | 46   | 46   | 34    | 37    | —   | —   | 26   | 22   | DNF  |
| 4  | Паулин Жаккуин             | 370  | —   | —   | 37  | 32  | 28  | 24  | 40   | 40   | 26    | 14    | —   | —   | 43   | 40   | 46   |
| 5  | Анн Кристин Офедт Флатланн | 358  | 43  | 50  | 50  | 40  | 34  | 37  | —    | —    | —     | —     | —   | —   | 37   | 37   | 30   |
| 6  | Лаура Кост                 | 213  | —   | —   | 34  | 37  | 30  | 46  | 0    | —    | 32    | 34    | —   | —   | —    | —    | —    |
| 7  | Мадара Лидума              | 203  | 24  | 37  | —   | —   | —   | —   | 32   | 34   | 9     | DNS   | —   | —   | 32   | 13   | 22   |
| 8  | Татьяна Шинтарь            | 198  | —   | —   | —   | —   | —   | —   | 37   | 37   | 37    | 7     | —   | —   | 14   | 26   | 40   |
| 9  | Михаела Странска           | 178  | —   | —   | 18  | 30  | 10  | 9   | 12   | 26   | 3     | 24    | —   | —   | 15   | 16   | 15   |
| 10 | Линда Савлака              | 165  | 50  | 30  | —   | —   | —   | —   | 20   | 13   | 15    | DNS   | —   | —   | 5    | DNS  | 32   |

## Зачёт малого Кубка Европы
Малый Кубок Европы разыгрывается по каждой дисциплине отдельно.

### Индивидуальные гонки

#### Мужчины
| №  | Спортсмен           | Очки | Ол | Обр | В-Рдн | Мрб | Ф-Ав |
| -- | ------------------- | ---- | -- | --- | ----- | --- | ---- |
| 1  | Фридрих Пинтер      | 142  | —  | 50  | 43    | 43  | 6    |
| 2  | Лионель Гребо       | 126  | —  | 34  | 46    | 37  | 9    |
| 3  | Юн Пер Нюгор        | 118  | 50 | 40  | 28    | —   | —    |
| 4  | Ханс Мартин Гьёдрем | 98   | 22 | 16  | 34    | —   | 26   |
| 5  | Гюнтер Бек          | 97   | —  | 37  | —     | 40  | 20   |
| 6  | Ганс Петер Фойдл    | 93   | —  | 46  | 16    | 18  | 13   |
| 7  | Йоже Поклукар       | 79   | 14 | 18  | 40    | 7   | —    |
| 8  | Хольгер Шёнтир      | 76   | —  | —   | 50    | 26  | —    |
| 9  | Данило Кодела       | 76   | 20 | 9   | 15    | 32  | 7    |
| 10 | Ян Дебайль          | 75   | —  | —   | 18    | 20  | 37   |

#### Женщины
| №  | Спортсмен            | Очки | Ол | Обр | В-Рдн | Мрб | Ф-Ав |
| -- | -------------------- | ---- | -- | --- | ----- | --- | ---- |
| 1  | Анн Хелен Гранд      | 132  | 46 | 43  | 43    | —   | —    |
| 2  | Тея Грегорин         | 117  | 30 | 18  | 26    | 43  | DNS  |
| 3  | Йори Мёркве          | 116  | 50 | 46  | DNS   | —   | 20   |
| 4  | Леда Абати           | 115  | —  | 26  | 37    | 46  | 6    |
| 5  | Лив Кьерсти Эйкеланн | 84   | 43 | —   | 30    | —   | 11   |
| 6  | Канако Ногути        | 80   | 40 | 40  | —     | —   | —    |
| 7  | Ромина Деметц        | 72   | —  | DNF | 20    | 37  | 15   |
| 8  | Хеге Нильссен        | 71   | 37 | —   | 34    | —   | DNF  |
| 9  | Аня Бургермейстер    | 57   | —  | 15  | 14    | 28  | —    |
| 10 | Сандра Кит           | 50   | —  | —   | 50    | —   | —    |
| 10 | Елена Хрусталёва     | 50   | —  | —   | —     | —   | 50   |
| 10 | Флоранс Баверель     | 50   | —  | 50  | —     | —   | —    |
| 10 | Анн-Лор Миньере      | 50   | —  | —   | —     | 50  | —    |

#### Юниоры
| №  | Спортсмен        | Очки | Ол | Обр | В-Рдн | Ф-Ав |
| -- | ---------------- | ---- | -- | --- | ----- | ---- |
| 1  | Симон Фуркад     | 107  | —  | 46  | 46    | 15   |
| 2  | Грегор Брвар     | 104  | 37 | 30  | 37    | 1    |
| 3  | Мартин Балатка   | 83   | —  | 11  | 50    | 22   |
| 4  | Ярослав Соукуп   | 80   | —  | 26  | 43    | 11   |
| 5  | Кшиштоф Плывачик | 68   | —  | 32  | 30    | 6    |
| 6  | Ондржей Моравец  | 66   | —  | 16  | —     | 50   |
| 7  | Луи Абер         | 64   | —  | DSQ | 40    | 24   |
| 8  | Симон Эдер       | 63   | —  | 50  | —     | 13   |
| 9  | Александр Нусс   | 61   | —  | 43  | 0     | 18   |
| 10 | Матей Казар      | 60   | —  | 13  | 15    | 32   |

#### Юниорки
| №  | Спортсмен                  | Очки | Ол | Обр | В-Рдн | Ф-Ав |
| -- | -------------------------- | ---- | -- | --- | ----- | ---- |
| 1  | Дельфина Перетто           | 123  | —  | 50  | 30    | 43   |
| 2  | Анн Кристин Офедт Флатланн | 107  | 43 | 34  | —     | 30   |
| 3  | Паулин Жаккуин             | 100  | —  | 28  | 26    | 46   |
| 4  | Линда Савлака              | 97   | 50 | —   | 15    | 32   |
| 5  | Анна Лиза Байи             | 92   | —  | 40  | 18    | 34   |
| 6  | Селия Буржуа               | 80   | —  | 46  | 34    | DNF  |
| 7  | Татьяна Шинтарь            | 77   | —  | —   | 37    | 40   |
| 8  | Лаура Кост                 | 62   | —  | 30  | 32    | —    |
| 9  | Анна Янас                  | 60   | —  | 32  | 28    | —    |
| 10 | Наталья Огурцова           | 59   | —  | 43  | 16    | DNF  |

### Спринтерские гонки

#### Мужчины
| №  | Спортсмен         | Очки | Ол | Внд | Обр | Ф-Ав | В-Рдн | Мрб | Грн | Ф-Ав |
| -- | ----------------- | ---- | -- | --- | --- | ---- | ----- | --- | --- | ---- |
| 1  | Ганс Петер Фойдл  | 193  | —  | 26  | 22  | 11   | 26    | 50  | 50  | 8    |
| 2  | Девис Да Канал    | 161  | —  | 7   | 5   | 40   | 28    | 43  | 37  | 1    |
| 3  | Александр Ус      | 141  | 40 | 40  | 18  | —    | 9     | —   | —   | 34   |
| 4  | Лионель Гребо     | 140  | —  | 46  | 15  | 13   | 8     | 30  | 28  | 0    |
| 5  | Юн Пер Нюгор      | 137  | 37 | 18  | 20  | 32   | 15    | —   | 15  | —    |
| 6  | Хольгер Шёнтир    | 134  | —  | 50  | —   | —    | 46    | 22  | 16  | 0    |
| 7  | Фридрих Пинтер    | 134  | —  | —   | 24  | 30   | —     | 9   | 43  | 28   |
| 8  | Алексей Соловьёв  | 123  | —  | 43  | 50  | —    | 30    | —   | —   | —    |
| 9  | Никола Песса      | 123  | —  | 20  | 16  | 24   | 18    | 37  | 8   | —    |
| 10 | Владимир Береснёв | 120  | —  | 24  | 46  | —    | 50    | —   | —   | —    |

#### Женщины
| №  | Спортсмен            | Очки | Ол | Внд | Обр | Ф-Ав | В-Рдн | Мрб | Грн | Ф-Ав |
| -- | -------------------- | ---- | -- | --- | --- | ---- | ----- | --- | --- | ---- |
| 1  | Тея Грегорин         | 245  | 43 | 30  | 26  | 26   | 28    | 46  | 46  | —    |
| 2  | Анн Хелен Гранд      | 222  | 50 | 43  | 40  | 46   | 43    | —   | —   | —    |
| 3  | Ромина Деметц        | 176  | —  | 20  | 20  | 40   | 22    | 34  | 40  | 0    |
| 4  | Леда Абати           | 151  | —  | 26  | 30  | 15   | 18    | 28  | 34  | 0    |
| 5  | Лив Кьерсти Эйкеланн | 136  | 34 | 46  | —   | —    | 46    | —   | —   | 10   |
| 6  | Йори Мёркве          | 129  | 30 | 24  | 32  | 43   | DNS   | —   | —   | 0    |
| 7  | Хеге Нильссен        | 120  | 32 | —   | —   | 34   | 50    | —   | —   | 4    |
| 8  | Аня Бургермейстер    | 108  | —  | 14  | 15  | 8    | 15    | 26  | 30  | —    |
| 9  | Екатерина Григорьева | 101  | —  | 18  | 22  | 24   | 37    | —   | —   | —    |
| 10 | Флоранс Баверель     | 96   | —  | 50  | 46  | —    | —     | —   | —   | —    |

#### Юниоры
| №  | Спортсмен        | Очки | Ол | Внд | Обр | Ф-Ав | В-Рдн | Грн | Ф-Ав |
| -- | ---------------- | ---- | -- | --- | --- | ---- | ----- | --- | ---- |
| 1  | Клемен Лаузегер  | 216  | 46 | 14  | 43  | 40   | 26    | 46  | 15   |
| 2  | Симон Эдер       | 192  | —  | 50  | 46  | 46   | —     | —   | 50   |
| 3  | Луи Абер         | 178  | —  | 43  | 40  | 43   | 40    | —   | 12   |
| 4  | Грегор Брвар     | 148  | 32 | 37  | 1   | 5    | 16    | 50  | 8    |
| 5  | Матей Казар      | 127  | —  | 32  | 37  | 26   | 32    | —   | 0    |
| 6  | Симон Фуркад     | 125  | —  | 34  | 16  | 15   | 20    | —   | 40   |
| 7  | Мирослав Матяшко | 108  | —  | 28  | —   | 34   | DNS   | —   | 46   |
| 8  | Йорг Кунц        | 105  | —  | 16  | 0   | 16   | 30    | 40  | 3    |
| 9  | Ярослав Соукуп   | 102  | —  | —   | 14  | 22   | 34    | —   | 32   |
| 10 | Маркус Виндиш    | 100  | —  | —   | 0   | 50   | 22    | —   | 28   |

#### Юниорки
| №  | Спортсмен                  | Очки | Ол | Внд | Обр | Ф-Ав | В-Рдн | Грн | Ф-Ав |
| -- | -------------------------- | ---- | -- | --- | --- | ---- | ----- | --- | ---- |
| 1  | Селия Буржуа               | 199  | —  | 40  | 50  | 46   | 37    | —   | 26   |
| 2  | Дельфина Перетто           | 188  | —  | 43  | 43  | 50   | 32    | —   | 20   |
| 3  | Анна Лиза Байи             | 181  | —  | 46  | 34  | 43   | 28    | —   | 30   |
| 4  | Анн Кристин Офедт Флатланн | 174  | 50 | 50  | 37  | —    | —     | —   | 37   |
| 5  | Паулин Жаккуин             | 158  | —  | 37  | 24  | 40   | 14    | —   | 43   |
| 6  | Лаура Кост                 | 114  | —  | 34  | 46  | 0    | 34    | —   | —    |
| 7  | Мадара Лидума              | 101  | 37 | —   | —   | 32   | DNS   | —   | 32   |
| 8  | Магдалена Никель           | 92   | —  | 32  | 28  | 28   | —     | —   | 4    |
| 9  | Николь Пфлюгер             | 78   | —  | 20  | 16  | 30   | 12    | —   | —    |
| 10 | Михаела Странска           | 78   | —  | 18  | 9   | 12   | 24    | —   | 15   |

### Гонки преследования

#### Мужчины
| №  | Спортсмен           | Очки | Внд | Ф-Ав | Грн | Ф-Ав |
| -- | ------------------- | ---- | --- | ---- | --- | ---- |
| 1  | Александр Ус        | 92   | 46  | —    | —   | 46   |
| 2  | Фридрих Пинтер      | 91   | —   | 37   | 43  | 11   |
| 3  | Ганс Петер Фойдл    | 82   | 18  | 9    | 46  | 18   |
| 4  | Гаэль Пуаре         | 79   | —   | 22   | 50  | 7    |
| 5  | Девис Да Канал      | 78   | 9   | 32   | 34  | 12   |
| 6  | Хольгер Шёнтир      | 76   | 50  | —    | 26  | 0    |
| 7  | Александр Обер      | 76   | 37  | —    | 37  | 2    |
| 8  | Ханс Мартин Гьёдрем | 73   | 30  | 43   | —   | 0    |
| 9  | Ян Дебайль          | 62   | —   | 34   | 28  | 0    |
| 10 | Данило Кодела       | 61   | 13  | 18   | 30  | 3    |

#### Женщины
| №  | Спортсмен            | Очки | Внд | Ф-Ав | Грн | Ф-Ав |
| -- | -------------------- | ---- | --- | ---- | --- | ---- |
| 1  | Анн Хелен Гранд      | 90   | 40  | 50   | —   | —    |
| 2  | Ромина Деметц        | 90   | 24  | 34   | 32  | 0    |
| 3  | Тея Грегорин         | 81   | 22  | 16   | 43  | —    |
| 4  | Леда Абати           | 80   | 20  | 20   | 40  | 0    |
| 5  | Йори Мёркве          | 78   | 34  | 43   | —   | 1    |
| 6  | Анна Шпрунг          | 76   | —   | 46   | —   | 30   |
| 7  | Катя Халлер          | 67   | 28  | —    | 37  | 2    |
| 8  | Лив Кьерсти Эйкеланн | 58   | 43  | —    | —   | 15   |
| 9  | Джули Карра-Коллен   | 56   | —   | —    | 50  | 6    |
| 10 | Флоранс Баверель     | 50   | 50  | —    | —   | —    |
| 10 | Екатерина Иванова    | 50   | —   | —    | —   | 50   |

#### Юниоры
| №  | Спортсмен        | Очки | Внд | Ф-Ав | Грн | Ф-Ав |
| -- | ---------------- | ---- | --- | ---- | --- | ---- |
| 1  | Мирослав Матяшко | 120  | 46  | 46   | —   | 28   |
| 2  | Клемен Лаузегер  | 113  | 20  | 50   | 43  | 10   |
| 3  | Симон Эдер       | 96   | 50  | DNS  | —   | 46   |
| 4  | Луи Абер         | 90   | 40  | 30   | —   | 20   |
| 5  | Симон Фуркад     | 83   | 43  | 0    | —   | 40   |
| 6  | Ондржей Моравец  | 77   | —   | 43   | —   | 34   |
| 7  | Матей Казар      | 75   | 34  | 34   | —   | 7    |
| 8  | Грегор Брвар     | 74   | 24  | 4    | 46  | 0    |
| 9  | Янис Берзиньш    | 68   | —   | —    | 50  | 18   |
| 10 | Дамьен Марсель   | 58   | 32  | 26   | —   | —    |

#### Юниорки
| №  | Спортсмен                  | Очки | Внд | Ф-Ав | Грн | Ф-Ав |
| -- | -------------------------- | ---- | --- | ---- | --- | ---- |
| 1  | Анна Лиза Байи             | 127  | 50  | 43   | —   | 34   |
| 2  | Дельфина Перетто           | 126  | 46  | 50   | —   | 30   |
| 3  | Паулин Жаккуин             | 112  | 32  | 40   | —   | 40   |
| 4  | Селия Буржуа               | 111  | 43  | 46   | —   | 22   |
| 5  | Анн Кристин Офедт Флатланн | 77   | 40  | —    | —   | 37   |
| 6  | Михаела Странска           | 72   | 30  | 26   | —   | 16   |
| 7  | Татьяна Шинтарь            | 63   | —   | 37   | —   | 26   |
| 8  | Наталья Бурдыга            | 50   | —   | —    | —   | 50   |
| 8  | Каролин Кильхенманн        | 50   | —   | —    | 50  | —    |
| 10 | Магдалена Никель           | 49   | 20  | 22   | —   | 7    |